# Michel de Sallaberry
Michel de Sallaberry (né à Ciboure le 4 juillet 1704 et mort à Salles-sur-Mer le 27 novembre 1768) est un officier de marine et armateur français.

## Biographie
Michel de Sallaberry est le fils de Marsans de Sallaberry et de Marie de Michelance. Capitaine de navire en 1735, il établit sa résidence à Québec. L'année suivante, il commence à armer ses propres navires pour le transport de marchandises à l'île Royale, puis vers la Martinique, Saint-Domingue, La Rochelle et Bordeaux. Jusqu'à la guerre contre l'Angleterre, il est un membre actif du groupe de la marine commerciale, voyageant aux quatre coins de l'empire français d'Amérique.
En 1736, il lance son propre navire, le Saint-Michel, un brigantin de 68 tonneaux.
Le 17 mai 1735, il épouse Marie-Catherine Rouer de Villeray, fille d'Augustin Rouer de la Cardonnière et petite-fille du gouverneur Charles Legardeur de Tilly, veuve de Michel Drouard. Ils ont une fille, mariée avec le négociant rocherais Louis-Charles Pruvost. Devenu veuf, il se remarie le 30 juillet 1750 avec Madeleine Louise Juchereau de Saint-Denis, fille d'Ignace Juchereau du Chesnay, nièce de Charles Juchereau de Saint-Denis et de Louis Juchereau de Saint-Denis. De ceux second mariage naît Ignace-Michel-Louis-Antoine d'Irumberry de Salaberry.
En novembre 1745, alors que la frégate commandée par Jean-Baptiste Le Gardeur de Tilly ne peut atteindre Québec, Sallaberry propose d'armer la petite goélette Marie, dont il prend le commandement pour transporter des dépêches et des munitions en Nouvelle-France. Durant l'été 1746, il patrouille l'embouchure du Saint-Laurent au large du Cap-Chat, afin de surveiller la potentielle arrivée d'une flotte d'invasion anglaise. Il assure également le transport des approvisionnements de guerre à la baie Verte en Acadie.
Nommé capitaine de flûte en 1748, il renonce au commerce maritime pour suivre une carrière dans la marine de guerre. En 1750, il sert sur la frégate Anglesea lorsque celle-ci fait escale à Québec. Il obtient le commandement du Chariot Royal en 1752, vaisseau de transport armé envoyé à Louisbourg, île Royale. Capturé par les Anglais en 1755, il est conduit à Londres.
Promu au rang de lieutenant de vaisseau le 20 novembre 1757, après sa libération, il prend le commandement de la frégate Fidèle, avec laquelle il croise au large de Louisbourg. Son navire est coulé à l’entrée du port durant le siège.
Après la fin de la guerre de Sept Ans, il se retire à Salles, en Aunis, au sud de La Rochelle. Il est fait chevalier de l'ordre de Saint-Louis en 1766 et reçoit une pension de 1 000 livres l'année suivante.

## Sources
- Johnny Montbarbut, Les colons de l'Aunis et de la Saintonge au Canada. Régime français 1608-1763, 1985